# سوپر گیم بوی
سوپر گیم بوی یک وسیله جانبی است که امکان پخش کارتریج‌های گم بوی را بر روی کنسول سوپر نینتندو فراهم می‌کند. در ژوئن ۱۹۹۴ عرضه شد و به قیمت ۵۹٫۹۹ دلار در ایالات متحده و ۴۹٫۹۹ پوند در بریتانیا به فروش رسید. در کره جنوبی، آن را با نام Super Mini Comboy می‌شناسند و توسط هیوندای الکترونیک توزیع می‌شد.
در سال ۱۹۹۴، مدت کوتاهی پس از انتشار سوپر گیم بوی، نینتندو یک کتاب دستورالعمل/راهنمای ۷۲ صفحه ای برای استفاده از ویژگی‌هاو بررسی بسیار مختصر از چندین بازی را منتشر کرد. این بررسی‌ها جنبه‌های مختلف بازی‌ها مانند سوپر ماریو لند ۲: ۶ گلدن کوینز را برجسته می‌کرد.